# St. Pankratius (Körbecke)

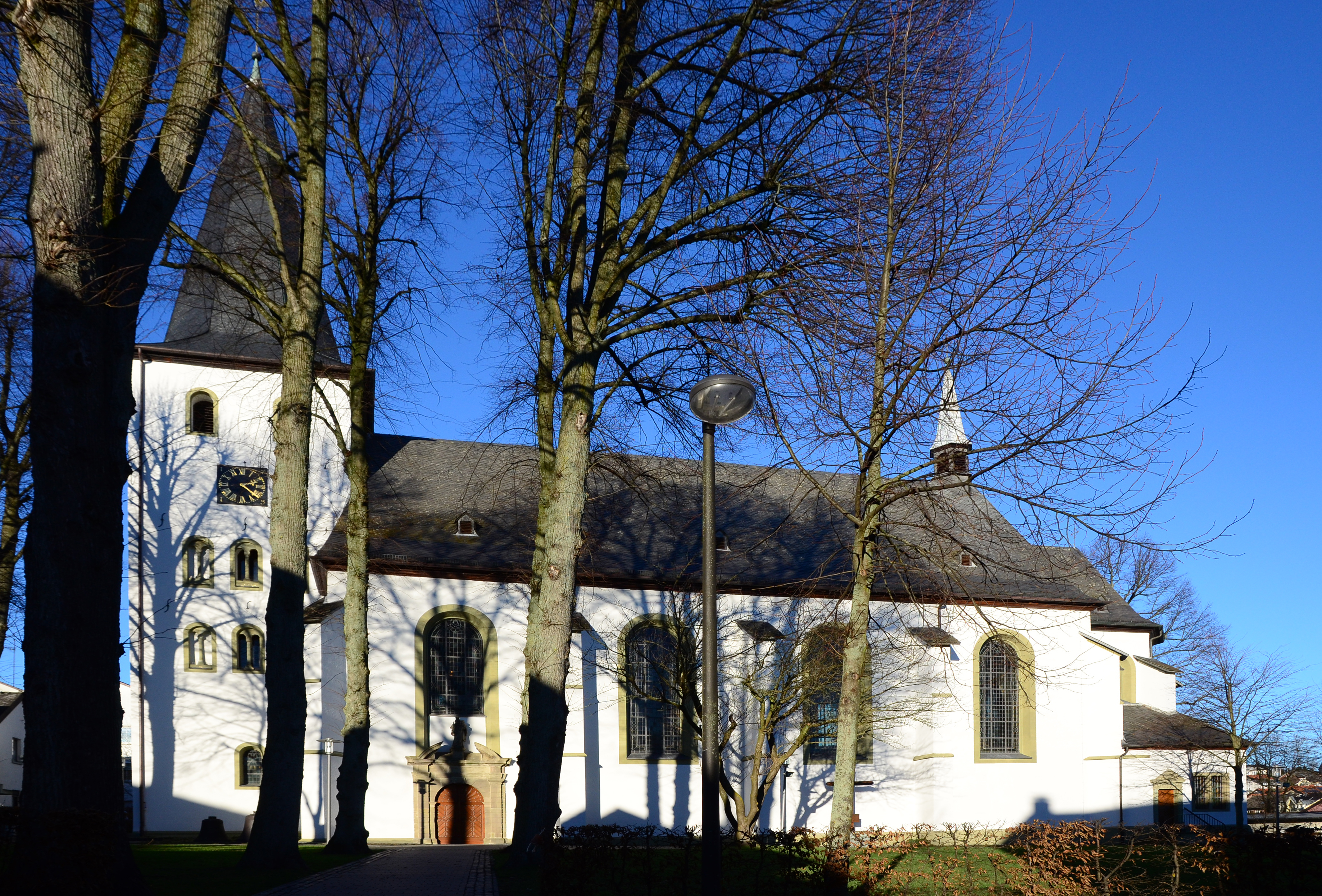
St.-Pankratius-Kirche mit Haupteingang

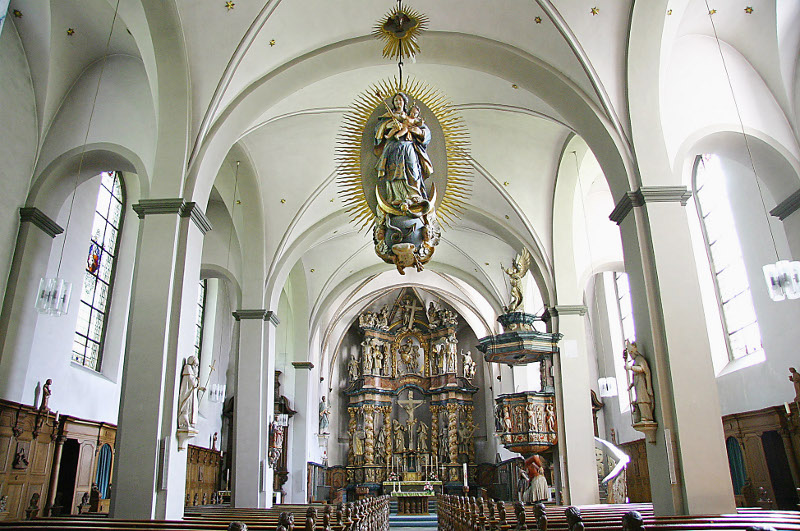
Kirche mit Blick auf Hochaltar vor der Renovierung 2012

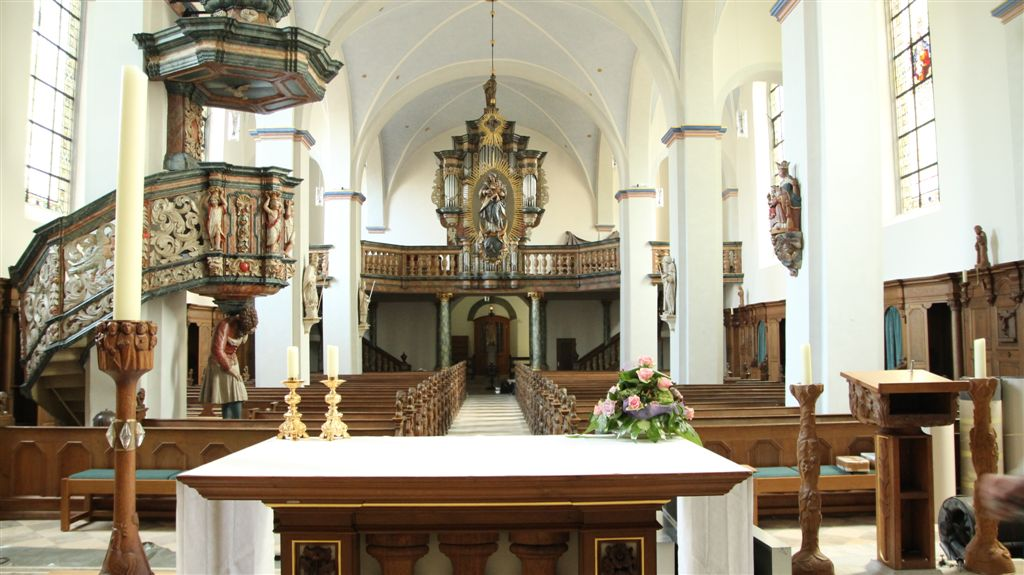
Kirche mit Blick auf Orgel nach der Renovierung 2012

Die katholische Pfarrkirche St. Pankratius ist ein denkmalgeschütztes Kirchengebäude in Körbecke, einem Ortsteil der Gemeinde Möhnesee, im Kreis Soest (Nordrhein-Westfalen). Die Kirchengemeinde gehört zum Pastoralverbund Möhnesee im Erzbistum Paderborn.

## Erste Kirche

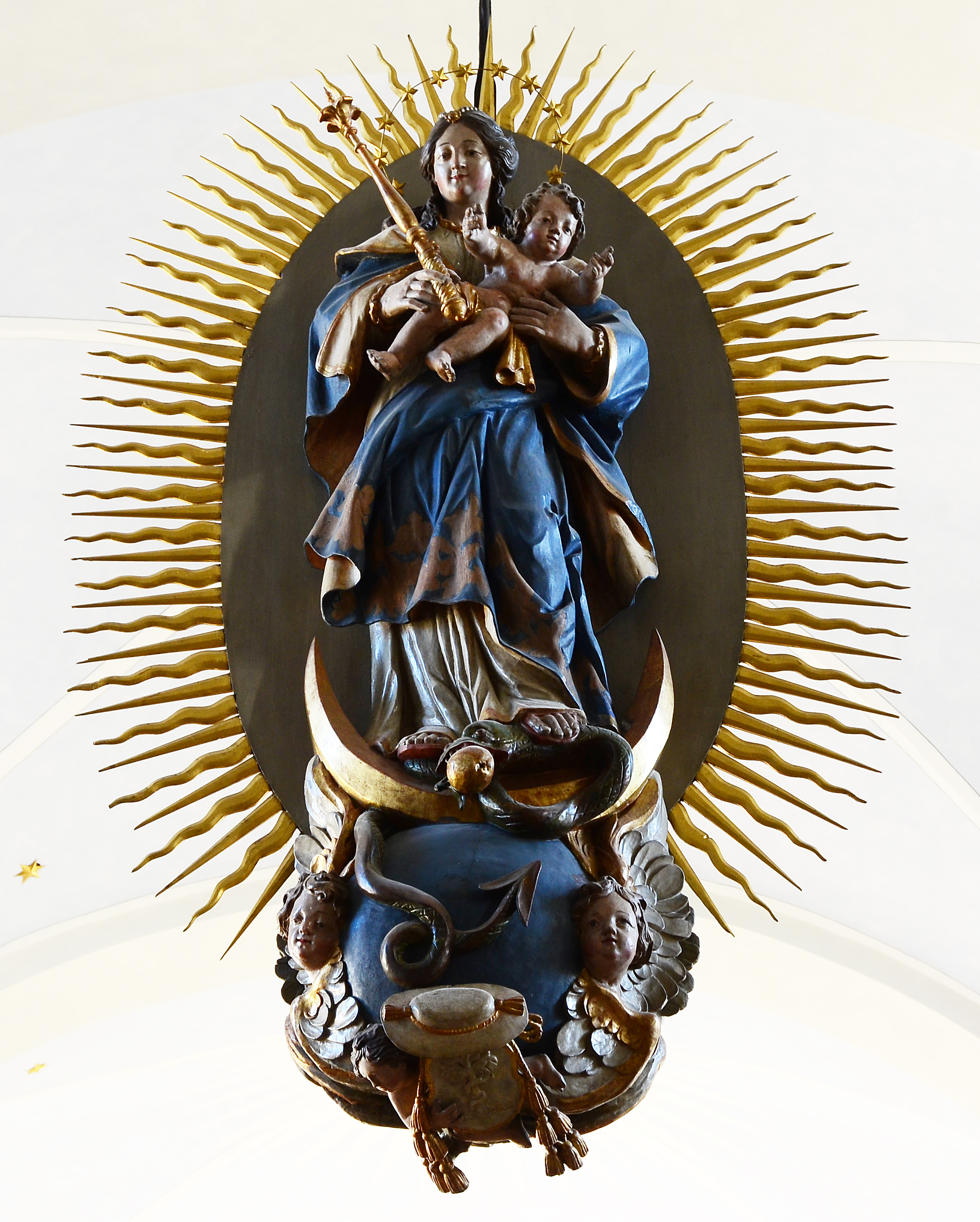
Strahlenkranzmadonna ist von beiden Seiten spiegelgleich und unter dem Gewölbe aufgehängt.

Die älteste Kirche des Ortes wurde um 1150 als einschiffiges romanisches Gebäude errichtet. Von diesem Bau ist der untere Teil des Turmes bis zur Höhe der Uhr erhalten. Die Teilungssäulchen im Turm, unterhalb des Zifferblattes der Turmuhr, wurden aus Stein gehauen und geben eindeutigen Aufschluss über dieses Alter. Die Gemeinde einer so großen Kirche muss schon weit vorher gegründet worden sein. Die Missionierung der Haargegend erfolgte wohl vom Kloster Böddeken aus. Die Gemeinde wurde wohl um das Jahr 1.000 von der Urpfarrei in Soest gegründet und sollte die Umgebung missionieren. Bei Fußboden- und Heizungsarbeiten wurden 1963 Mauerfragmente freigelegt. Man konnte die Form dieser alten Kirche erkennen. Wo heute die Pfeiler stehen, verliefen die Grundmauern der Seitenwände. Auf der Höhe der heutigen Chorstufen befand sich die runde Apsis.

## Zweite Kirche
Die baufällig gewordene Kirche wurde abgerissen und an ihrer Stelle zwischen 1705 und 1710 ein neues größeres barockes Kirchengebäude errichtet. Das Kirchenschiff hatte die heutige Größe und das breitere Dach wurde angehoben. Der Turm wurde um sieben Meter aufgestockt. Bei einem Großfeuer am 11. Juni 1715 brannte die Kirche fast vollständig nieder. Durch die Hitze schmolzen die Glocken und die Bleiplatten des Daches, der Dachstuhl und die Einrichtung verbrannten.

## Heutige Kirche
Unverzüglich wurde mit dem Wiederaufbau begonnen. Ein Meister Heinrich Stütting, der sich im Gebälk des Glockenturms mit einer Ritzung als magister lignarius (Meister des Holzbaues) bezeichnete, wurde mit der Bauleitung für Außen- und Innenbau verpflichtet. Stütting war wohl Absolvent der Bauschule Kloster Grafschaft. Hier wurde sowohl barocke Baukunst, wie auch die steifere westfälische Barockkunst gelehrt. Kirchenschiff und Turm wurden im Stil der Romanik ausgeführt. Massive Wände im Langhaus und Chor werden durch Rundbogenfenster unterbrochen. An den Außenwänden sind Strebepfeiler angebracht, die das Rundbogengewölbe stützen. Das Portal an der Südseite besitzt einen Sprenggiebel, in den eine Madonnenfigur aus Sandstein eingestellt ist. Der Innenraum wurde 2012 umfangreich saniert.
Bei der Kirche handelt es sich um eine dreischiffige, vierjochige Hallenkirche. Das Gebäude ist verputzt. Alle Schiffe haben die gleiche Höhe. Der Chorraum hat ein rechteckiges Joch. Die Seitenschiffe wirken schmal. Die Pfeiler stehen etwas nach außen geneigt, sie sind oben etwa 18 cm weiter auseinander als unten. Durch die Schrägstellung wird das Gewicht des Gewölbes über diese schrägstehenden Pfeiler nach außen auf die dort angebrachten Strebepfeiler verteilt. Die Kreuzgratgewölbe im Schiff und im Turm ruhen zwischen rundbogigen Gurten auf Kreuz- und Wandpfeilern. In der Sakristei und im Chor ruhen die Gewölbe auf Konsolen. Die Wände werden durch rundbogige Fenster gegliedert. Die Kapelle im Turm ist zur Kirche hin geöffnet. Die Arkade des ehemaligen Westeinganges ist sichtbar.

## Ausstattung

### Hochaltar
Der Aufbau des Hochaltares erhebt sich bis in das Gewölbe. Im Zentrum des Retabels ist eine große Kreuzigungsgruppe zu sehen. Die Figurengruppe steht frei im Raum; das Kreuz ragt hoch auf und der Kruzifixus ist von einer bemerkenswerten Körperlichkeit. Das Lendentuch ist vergoldet. Maria und Johannes stehen in schmerzvoller Pose zu Füßen des Kreuzes. Zwischen gedrehten und mit Schmuckgirlanden versehenen Säulen stehen weitere Figuren. Petrus wischt sich mit seinem Mantel eine Träne ab und Paulus verweist auf einen Text aus seinen Briefen: Wir verkünden Christus als den Gekreuzigten (1 Kor 1,23). Der Ignatius von Loyola ist in einem Messgewand bekleidet dargestellt und Franz Xaver wird als Missionar von Japan und Indien gezeigt. Ignatius trägt ein aufgeschlagenes Buch mit dem Wahlspruch Alles zur größeren Ehre Gottes. Darüber steht eine Figur des Pankratius, in der Darstellung als Ritter und Sieger über einen Türken mit muslimischem Glauben, der mit einer Hellebarde auf das Kreuz im Schild des Pankratius zielt. Das obere Gebälk wird von Engeln getragen, daneben stehen die Blutzeugen Stephanus und Laurentius als Diakone. Seit der Renovierung im Jahr 1861 fehlen den Engeln auf den Sprenggiebeln die Flügel. Dem Engel auf der rechten Seite ist ein mit einem Baströckchen bekleidetes Indianerkind aus Südamerika beigestellt, der linke Engel wird von einem unbekleideten schwarzafrikanischen Kind begleitet. Durch die Kinder soll die nach der Reformation auf dem Konzil von Trient beschlossene Ausweitung des Glaubens betont werden. Die Cherube über dem Bildrahmen weisen auf den Beginn der Sphäre Gottes hin. Der Altar wird von einem auferstandenen Christus bekrönt, der das Siegeskreuz und den Gerichtsblitz in Händen hält. Die Gerichtsposaunen werden von Engeln geblasen. Auf einer Tafel, hinter der ein Engel steht, wird angekündigt: Engel werden ausgehen und die Bösen aus der Mitte der Gerechten aussondern. (Mt 13,49 n. d. Vulg). Links neben Christus kniet Maria und rechts steht Johannes der Täufer. An den Seiten des Tabernakels stehen Cherube, daneben befinden sich Darstellungen der Kirchenväter. Zu erkennen sind der mit einer Tiara gekrönte Papst Gregor und daneben Franz Bernhard Mappus, der Pfarrer der Bauzeit, in zeitgenössischer Bekleidung. Der damalige Vikar Johannes Georg Wiese ist auf der rechten Seite neben Hieronymus dargestellt. Augustinus und Ambrosius stehen weiter außen.

### Kanzel

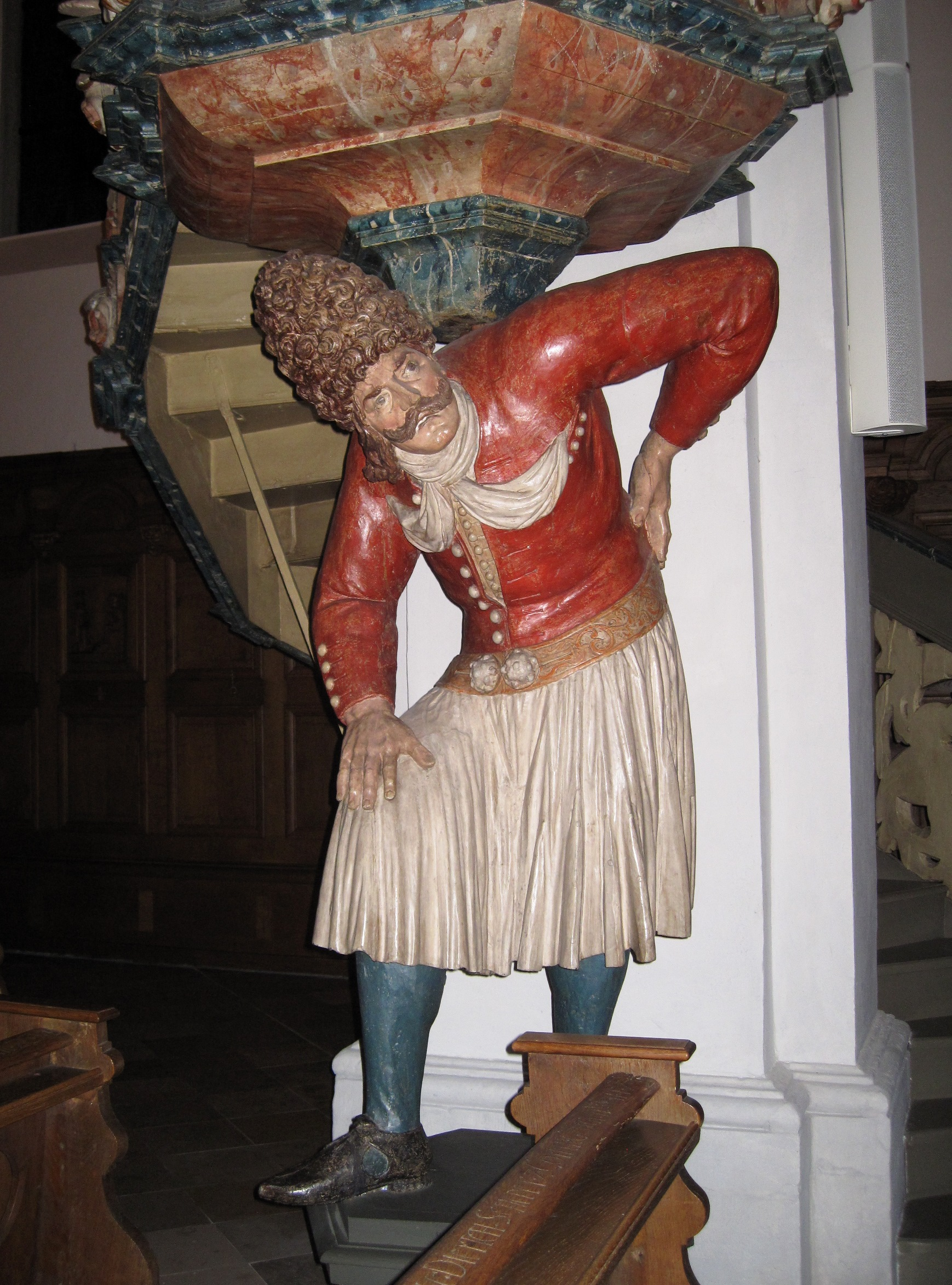
Tanchelinus trägt die Kanzel.

Auch die Kanzel ist eine Arbeit von Heinrich Stütting. Zwischen den Arkantuswedeln am Treppenaufgang klettert ein Kranich die Stufen heraus, er beißt in die Nase eines anderen Gesichtes, das aus dem Gefieder der Brust hervorschaut. Das Gesicht zeigt den Pfarrer Mappus. Die Kanzel wird von einer Figur in wohl polnischer Tracht getragen. Nach heutigem Kenntnisstand stellt diese Figur aus Stein den Tanchelm von Antwerpen dar. In lateinischen Quellen wird er als Tanchelinus bezeichnet, er gehörte in der zweiten Hälfte des 11. Jahrhunderts der Erneuerungsbewegung an. Er trat als Eremit und dann als Wanderprediger gegen die Verweltlichung des Klerus. Zur Strafe für seine Irrlehren trägt er für immer in halb gebückter Haltung die Kanzel. Der Volksmund nennt die Figur mit dem Spottnamen St. Stangelinus. Zwischen den barocken Verzierungen des Kanzelkorbes stehen Figuren in lieblicher Darstellung. Der Kanzeldeckel wird von einer Figur des Michael bekrönt, er besiegt den gehörnten Teufel; in seiner linken Hand hält er eine Schlange. Auf dem Schild des Michael ist zu lesen: Quis ut Deus (Wer ist wie Gott).

### Strahlenkranzmadonna
Die monumentale Darstellung zeigt Maria als Doppelfigur im Strahlenkranz, die vom Gewölbe herabhängt. Auch dies Werk ist Heinrich Stütting zugeschrieben. Maria trägt ein weißes Gewand und darüber einen blauen Mantel, der mit goldfarbiger Borte abgesetzt ist. Die Frisur wirkt höfisch, der Kopf ist von einem Sternenkranz umgeben. Auf einer Mondsichel stehend, zertritt Maria eine Schlange, die gerade die verbotene Frucht des Paradieses, einen goldenen Apfel erbricht. Den Jesusknaben, der nach dem Zepter greift, hält Maria mit der linken Hand.

### Sonstige Ausstattung

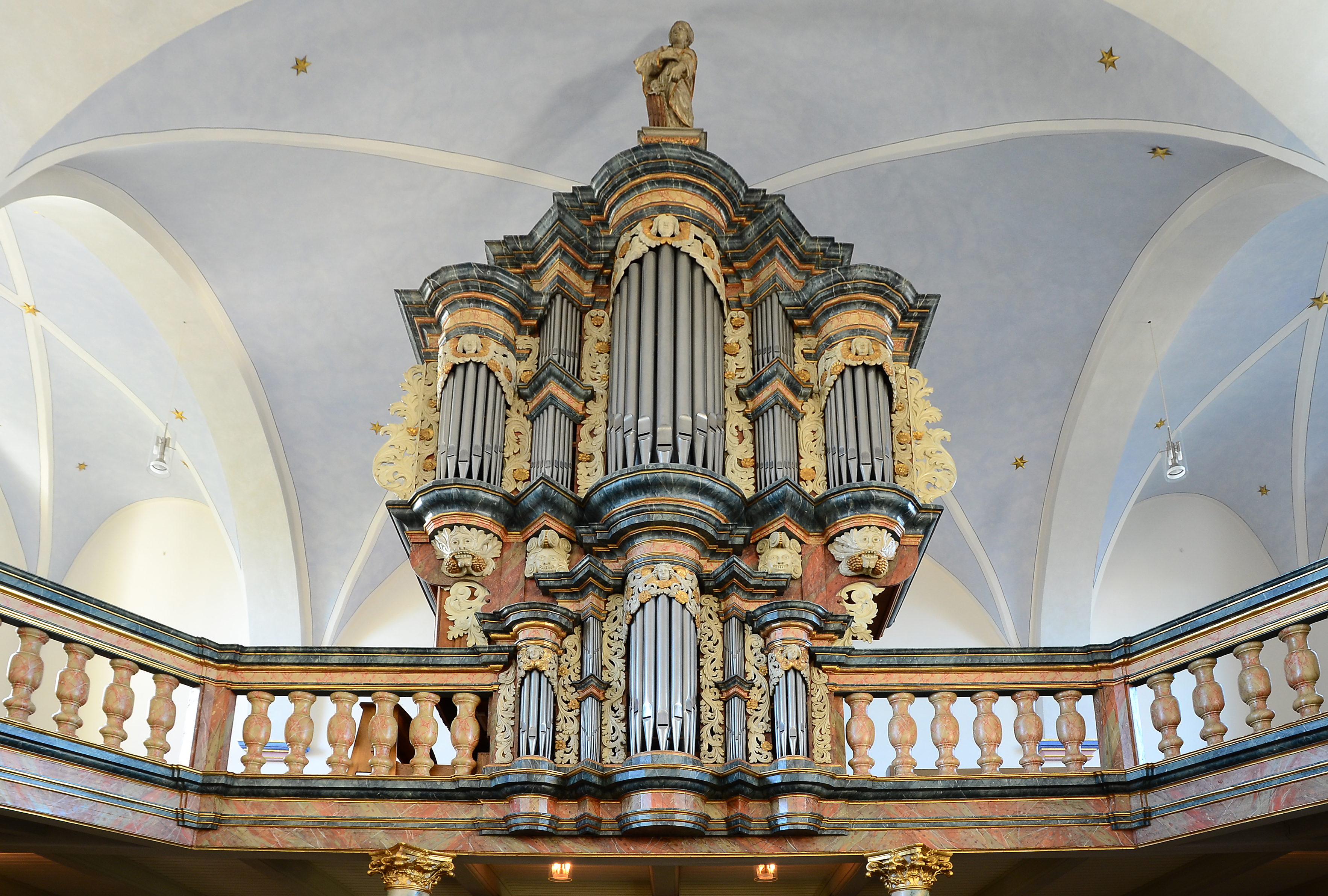
Orgelprospekt mit Rückpositiv

- Die Barockorgel wurde zwischen 1770 und 1790 von Johann Georg Fromme errichtet.[13] Sie hat 29 gut aufeinander abgestimmte Register auf zwei Manualen und Pedal. Im Volksmund wird sie auch Tausendstimmige Orgel genannt. Das Instrument wurde letztmals 2012 im Zuge einer Renovierung der gesamten Kirche mit renoviert.[15] Die Orgel steht auf einer Empore mit marmorierter Fassung, die Orgelempore wurde von einer Firma Krump aus Körbecke aufgestellt.[13]

- Eine gotische Reliquienmonstranz aus dem 15. Jahrhundert ist aus vergoldetem Silber gearbeitet. Der Fuß ist sechsteilig und birnenförmig geschweift. Schaft und Knauf mit emaillierten Figuren sind sechseckig. Der sechsteilige Strebepfeileraufbau zeigt Figuren und zwölfseitige Kristallbehälter. Die Monstranz wurde 1879 in einem Katalog der Kunstausstellung Münster gezeigt.[8]
- Die Bänke wurden ab 1705 von Heinrich Stütting gebaut, die Wangen sind mit 96 geschnitzten Engelköpfen, die alle unterschiedlich sind, geschmückt. Der Überlieferung nach sollen Gesichter von Mädchen des Ortes als Vorlage gedient haben. Die Bänke sind reich mit Blüten, Blattwerk, Trauben, Eicheln und etlichen anderen Früchten beschnitzt. Die Ornamente sollen die gesamte Schöpfung symbolisieren. In die Kniebänke sind die Namen der benutzenden Familien eingraviert um die Zugehörigkeit zur Gemeinschaft der Gemeinde zu dokumentieren.[16]

## Glocken
Das Gussstahlgeläut der Gießerei Buderus & Humpert von 1920 wurde 1996 zunächst gegen vier Glocken aus Bronze ausgetauscht. 2010 wurde mit der Kleppglocke von 1996 und vier neuen Glocken ein Zimbelgeläut gebildet und eine neue Kleppglocke von 1992 im Dachreiter aufgehängt: Alle vorhandenen Glocken wurden von der Glockengießerei Rincker in Sinn (Hessen) gegossen.
| Glocke | Patron                          | Durchmesser | Gewicht  | Schlagton | Gussjahr |
| ------ | ------------------------------- | ----------- | -------- | --------- | -------- |
| 1      | Pankratius                      | 1327 mm0    | 1402 kg0 | d1+1      | 1996     |
| 2      | Elisabeth                       | 1197 mm0    | 1045 kg0 | e1+2      | 1996     |
| 3      | Maria                           | 1054 mm0    | 775 kg   | g1+4      | 1996     |
| 4      | Agatha                          | 975 mm      | 642 kg   | a1+3      | 1996     |
| 5      | Maria – Trösterin der Betrübten | 625 mm      | 176 kg   | f2+7      | 2010     |
| 6      | Drei Könige                     | 572 mm      | 137 kg   | g2+6      | 2010     |
| 7      | Antonius der Einsiedler         | 507 mm      | 094 kg   | a2+7      | 2010     |
| 8      | Luzia                           | 485 mm      | 080 kg   | b2+7      | 2010     |
| 9      | Ehemalige Kleppglocke           | 415 mm      | 053 kg   | c3+7      | 1996     |
| 10     | Kleppglocke                     | ~ 471 mm0   | ~ 78 kg  | ~ as3     | ~ 19920  |

## Friedhof
Der Kirchhof rund um die Kirche wurde bis 1858 genutzt. 1975 wurde im Westen des Ortes Körbecke ein neuer Friedhof angelegt.